# Wyprawianie skóry

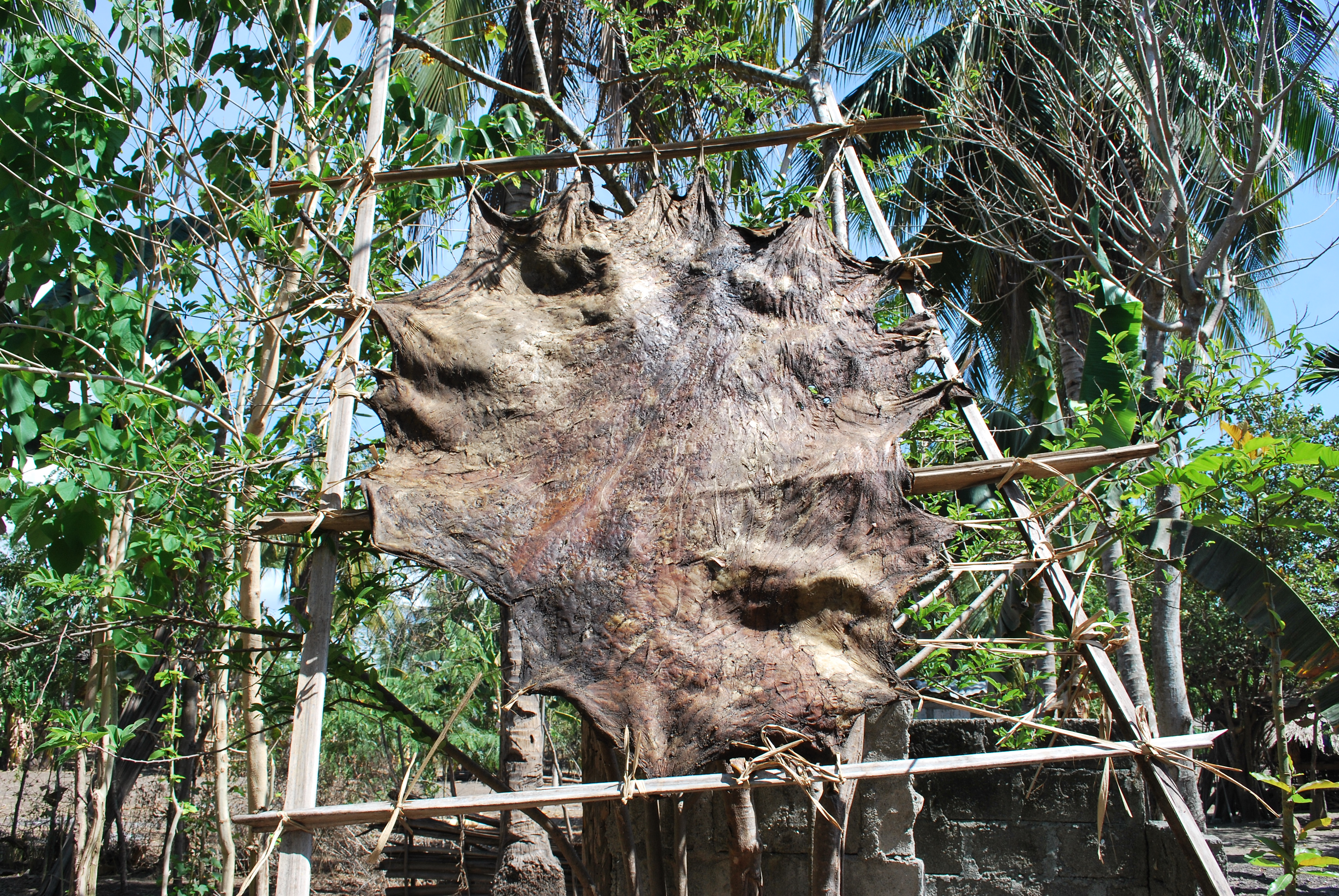
Suszenie skóry, Timor Wschodni.

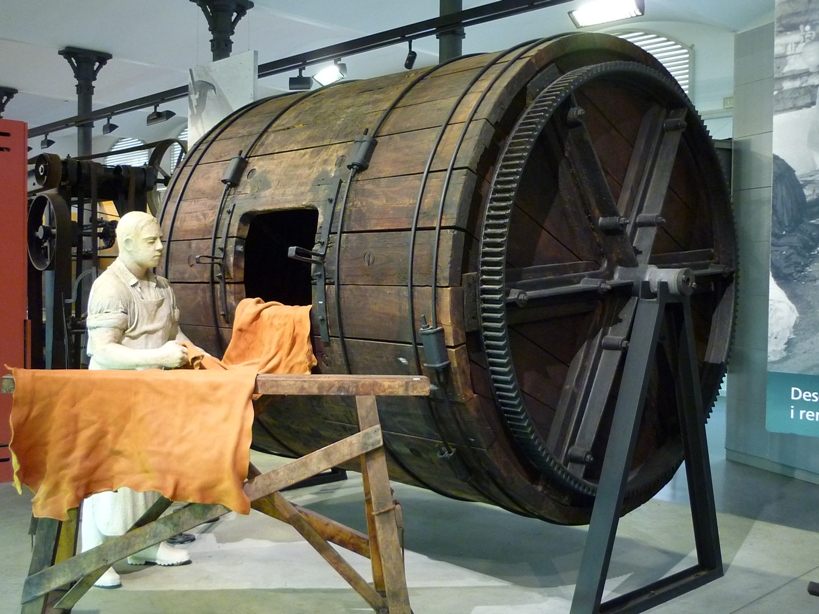
Beczka do garbowania skóry, Muzeum Skóry w Igualadzie, Hiszpania.

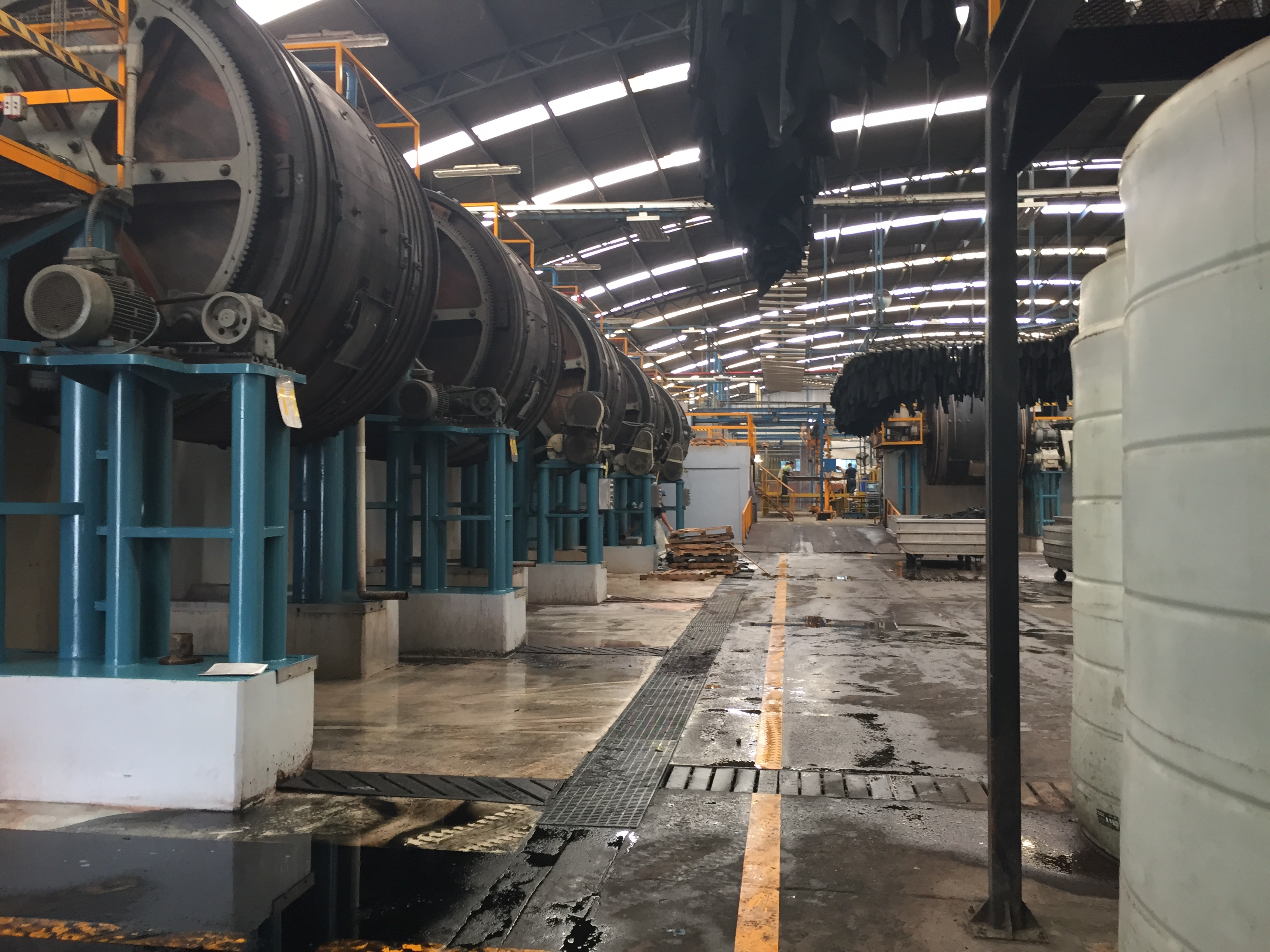
Dział barwienia skór we współczesnej garbarni w Leon, Meksyk.

Wyprawianie skóry – proces polegający na obróbce skóry zwierzęcej, który w ogólności składa się z trzech etapów: etapu przygotowawczego, garbowania i kondycjonowania. Wszystkie prawdziwe skóry przechodzą te trzy etapy składowe. Jednakże, w zależności od rodzaju skóry, mogą być dodane także dodatkowe operacje.
Proces ten może objąć więc ogółem kilka etapów:
- Konserwacja poprzez chłodzenie, solenie lub suszenie skóry zaraz po zdjęciu z martwego zwierzęcia;
- nawilżenie skóry poprzez moczenie w wodzie w celu przywrócenia jej elastyczności;
- zmiękczenie włosa i górnej warstwy skóry poprzez zanurzenie skóry w roztworze wody, wapna i siarczku sodu (wapnica);
- oczyszczenie skóry z resztek tłuszczu zwierzęcia;
- garbowanie;
- umycie skóry i nasączenie jej substancjami oleistymi w celu zmiękczenia;
- barwienie
- impregnacja za pomocą olejków, tłuszczu i wosku.